# 7 Years and 50 Days
7 Years and 50 Days är det andra albumet från den tyska Euro-trance gruppen Groove Coverage, som släpptes under 2004. Det har släppts flera versioner av albumet som kan variera från land till land.

## Låtlista
1. Poison
2. 7 Years And 50 Days
3. Remember
4. Runaway
5. I Need You Vs. I Need You
6. The End
7. Force Of Nature
8. When Life
9. Home
10. 7 Years And 50 Days
11. Can't Get Over You
12. The End
13. Not Available
14. She